# 2009 au Togo
Cet article présente les faits marquants de l'année 2009 au Togo.

## Évènements
- Lundi 13 avril 2009 : Kpatcha Gnassingbé, député du Rassemblement du peuple togolais au pouvoir et demi-frère du président Faure Gnassingbé, a été attaqué chez lui dans la nuit de dimanche à lundi par des militaires mais en est sorti indemne. Les militaires fortement armés, membres de la Force d'intervention rapide, ont tout pillé. Ils avaient encerclé tout le bâtiment tirant dans tous les sens pendant au moins trois heures, criblant les murs, les portes et fenêtres d'impacts de balles. Aucune explication n'a été donnée à cette attaque, qui n’a pas fait de victimes.

- Mercredi 15 avril 2009 : le député Kpatcha Gnassingbé, demi-frère du président Faure Gnassingbé et ancien ministre de la Défense, est arrêté sous l'accusation d'avoir projeté de prendre le pouvoir par la force. Il est présenté comme « l'un des principaux organisateurs » d'un complot visant à renverser le président à l'occasion d'une visite en Chine qui a été annulée dès dimanche. Cinq officiers de l'armée ont été interrogés dans le cadre de ce complot.

- Vendredi 17 avril 2009 : le président Faure Gnassingbé dénonce à la télévision nationale « une tentative de coup d'État » contre lui qui devait se dérouler durant la visite de travail qu'il devait effectuer en Chine : « Ils projetaient de prendre le pouvoir par la force et de déstabiliser les institutions républicaines », mais à aucun moment, il n'a cité le nom de son frère Kpatcha Gnassingbé, arrêté et inculpé, mercredi, de « complot » et de « tentative d'attentat contre la sûreté de l'État ».

- Mercredi 24 juin 2009 : le parlement adopte à l'unanimité une loi abolissant la peine de mort et convertissant en prison à vie les peines capitales déjà prononcées et non exécutées.

- Samedi 26 septembre 2009 :  à l’appel de l'Union des forces de changement (UFC, principal parti d’opposition), plusieurs milliers d'opposants ont manifesté dans les rues de Lomé pour protester contre la façon dont a été élu le président de la Commission électorale nationale indépendante (Ceni), chargée d’organiser et de superviser l'élection présidentielle de février 2010. Le leader de l’UFC, Gilchrist Olympio, ainsi que d’autres hommes politiques de l’opposition, dont l’ancien premier ministre Kodjo Agbéyomé, ont participé à cette marche pacifique. Gilchrist Olympio a dénoncé un « nouveau coup de force » du pouvoir, invitant les autres partis politiques de l’opposition à « rejoindre les rangs » de la contestation[1].

- Jeudi 12 novembre 2009 : un Français d'origine togolaise, Kofi Yamgnane (64 ans), maire socialiste depuis 1989 de la commune de Saint-Coulitz, localité de 400 habitants en Bretagne, annonce vouloir désormais se consacrer à son Togo natal, en se présentant à la présidentielle de 2010. Mais avant cela, il exhorte l'Europe à garantir un scrutin transparent, et Paris à ne « plus » soutenir le « dictateur » Faure Gnassingbé. Ingénieur des Mines, il avait ensuite été nommé secrétaire d'État à l'Intégration sous le second mandat du président François Mitterrand[2].

- Mardi 8 décembre 2009 : le Togo annonce sa décision d'expulser le premier secrétaire de l'ambassade de France à Lomé, chargé du suivi de la politique intérieure du pays. Les autorités togolaises reprocheraient au diplomate des contacts trop suivis avec l'un des candidats à la présidentielle togolaise, Kofi Yamgnane qui bénéficie de la double nationalité française et togolaise et, après une carrière politique en France, a annoncé qu'il briguait la présidence de son pays d'origine, contre le président sortant Faure Gnassingbé.

- Samedi 19 décembre 2009 : des milliers de femmes, membres de l’Association des Femmes Unies pour le Développement (AFUD), une association proche du pouvoir, ont manifesté à Lomé pour exiger le maintien d'un scrutin à un tour lors de la présidentielle de 2010. L'opposition entre l'Union des forces de changement (UFC) de Gilchrist Olympio et le Comité d'action pour le renouveau (CAR) de l'ancien premier ministre Yawovi Agboyibo — réclame deux tours et a menacé mi-novembre de boycotter la présidentielle si le scrutin ne s'effectue pas à deux tours[3].